# کاندلدا
کاندلدا دهستانی در استان آبیلای اسپانیا است.
در این دهستان ۵٬۰۶۶ نفر زندگی می‌کنند. مساحت این دهستان ۲۱۳٫۹۹ کیلومتر مربع است.